# Armando Falconi
Armando Falconi (Roma, 10 luglio 1871 – Milano, 10 settembre 1954) è stato un attore italiano, che lavorò principalmente in teatro.

## Biografia
Falconi era figlio d'arte, essendo nato da Pietro Falconi (1839-1901),  attore generico divenuto poi capocomico, e da Adelaide Negri (1830-1902),  anche lei attrice. Anche suo fratello, il meno famoso Arturo, si diede all'arte drammatica riscuotendo però meno successo degli altri componenti della famiglia.
A soli 23 anni già era impiegato come secondo amoroso in una compagnia napoletana: particolarmente adatto però ai ruoli comici, ben presto emerse nelle commedie. Recitò spesso anche nel cinema, interpretando quasi sempre il ruolo dell'attempato e ingenuo rubacuori.
All'inizio degli anni 1930 fu fondatore della  Compagnia Besozzi-Falconi, insieme a Nino Besozzi.
Nel 1901 sposò, dopo aver duellato con un giornalista per difenderla, l'attrice Tina Di Lorenzo, dalla quale ebbe un figlio, Dino. La loro unione fu anche professionale, dato che spesso lavorarono assieme. Dopo essere rimasto vedovo nel 1930, si risposò nel 1942 con l'attrice teatrale Elisabetta Svoboda.
Nel 1943, durante le riprese del film La locandiera, nei pressi dell'acquedotto romano, un attacco alleato seminò nella zona diverse bombe, le cui onde d'urto scaraventarono rovinosamente a terra Falconi, che non recuperò mai più dopo quell'incidente ed ebbe pertanto la carriera stroncata. L'attore inoltre era già da qualche anno affetto dalla malattia di Parkinson, che infine lo rese totalmente invalido.

## Filmografia

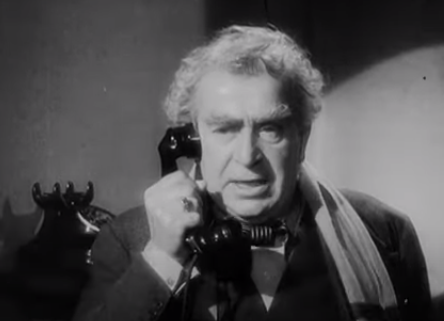
Armando Falconi nel film L'orizzonte dipinto (1941)

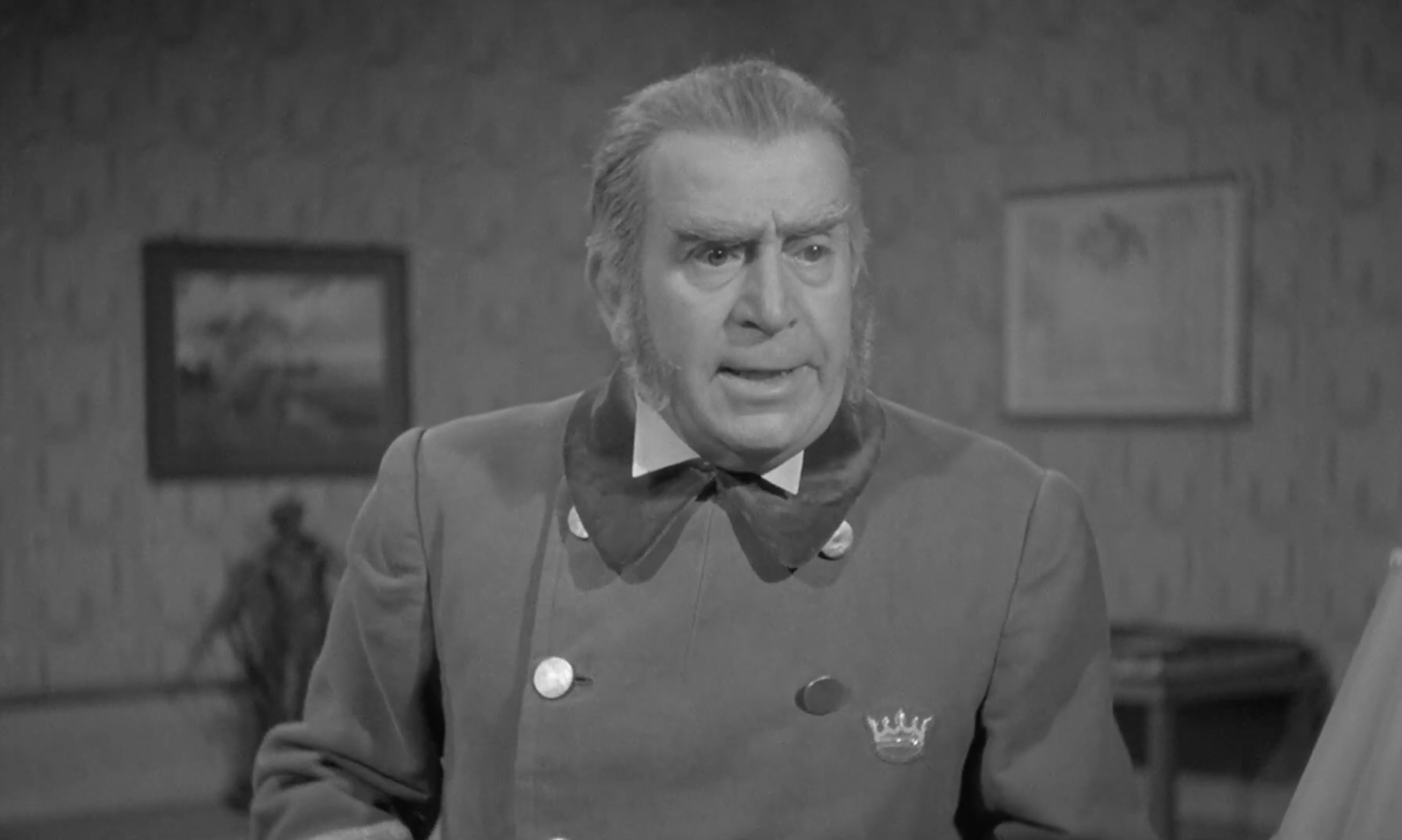
Armando Falconi nel film La bocca sulla strada (1941)

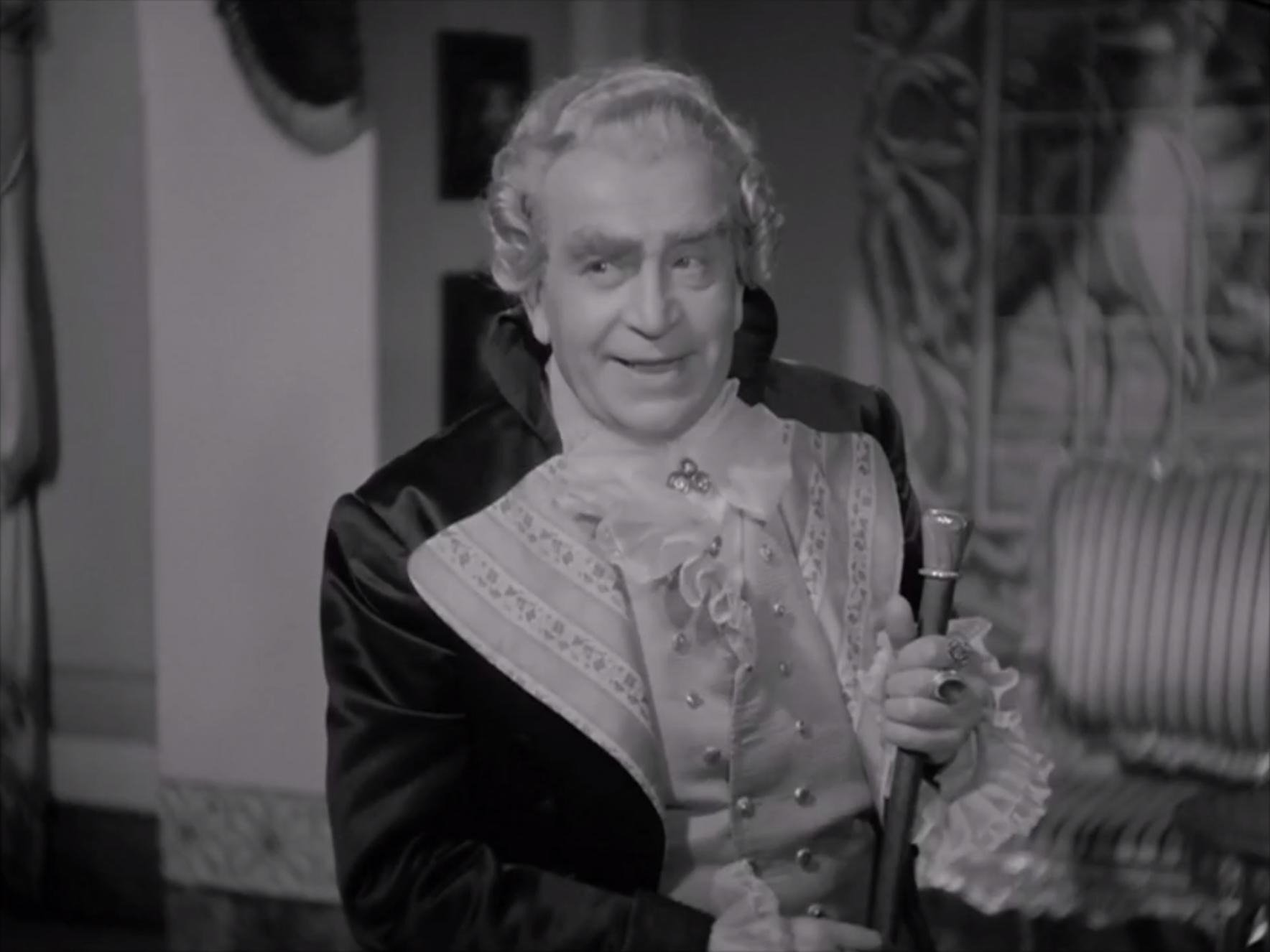
Armando Falconi nel film L'elisir d'amore (1941)

- Rubacuori, regia di Guido Brignone (1931)
- La vacanza del diavolo, regia di Jack Salvatori (1931)
- Stella del cinema, regia di Mario Almirante (1931)
- Patatrac, regia di Gennaro Righelli (1931)
- L'ultima avventura, regia di Mario Camerini (1932)
- La segretaria per tutti, regia di Amleto Palermi (1933)
- Sette giorni cento lire, regia di Nunzio Malasomma (1933)
- Re burlone, regia di Enrico Guazzoni (1935)
- Cléo, robes et manteaux, regia di Nunzio Malasomma (1935)
- Sette giorni all'altro mondo, regia di Mario Mattoli (1936)
- Joe il rosso, regia di Raffaello Matarazzo (1936)
- È tornato carnevale, regia di Raffaello Matarazzo (1937)
- Felicita Colombo, regia di Mario Mattoli (1937)
- Nonna Felicita, regia di Mario Mattoli (1938)
- I figli del marchese Lucera, regia di Amleto Palermi (1938)
- Il documento, regia di Mario Camerini (1939)
- Le sorprese del divorzio, regia di Guido Brignone (1939)
- Follie del secolo, regia di Amleto Palermi (1939)
- Cento lettere d'amore, regia di Max Neufeld (1940)
- Alessandro, sei grande!, regia di Carlo Ludovico Bragaglia (1940)
- La nascita di Salomè, regia di Jean Choux (1940)
- Il signore della taverna, regia di Amleto Palermi (1940)
- Don Pasquale, regia di Camillo Mastrocinque (1940)
- Una famiglia impossibile, regia di Carlo Ludovico Bragaglia (1940)
- L'orizzonte dipinto, regia di Guido Salvini (1940)
- Vento di milioni, regia di Dino Falconi (1940)
- Due cuori sotto sequestro, regia di Carlo Ludovico Bragaglia (1941)
- La bocca sulla strada, regia di Roberto Roberti (1941)
- Sancta Maria, regia di Pier Luigi Faraldo e Edgar Neville (1941)
- Se non son matti non li vogliamo, regia di Esodo Pratelli (1941)
- L'elisir d'amore, regia di Amleto Palermi (1941)
- I promessi sposi, regia di Mario Camerini (1941)
- Giorno di nozze, regia di Raffaello Matarazzo (1942)
- Il birichino di papà, regia di Raffaello Matarazzo (1942)
- Rossini, regia di Mario Bonnard (1942)
- Quarta pagina, regia di Nicola Manzari (1943)
- Tempesta sul golfo, regia di Gennaro Righelli (1943)
- Non sono superstizioso... ma!, regia di Carlo Ludovico Bragaglia (1943)
- L'invasore, regia di Nino Giannini (1943)
- Gioco d'azzardo, regia di Parsifal Bassi (1943)
- La locandiera, regia di Luigi Chiarini (1944)
- C'era una volta Angelo Musco, regia di Giorgio Walter Chili (1953)